# Flughafen Enfidha-Hammamet

i7
i11
i13
Der Flughafen Enfidha (französisch Aéroport International d'Enfidha–Hammamet, arabisch مطار النفيضة الحمامات الدولي, DMG Maṭār an-Nafīḍa al-Ḥammāmāt ad-duwalī, IATA-Code: NBE, ICAO-Code: DTNH) ist ein internationaler Flughafen in Tunesien am Golf von Hammamet unweit von Yasmine Hammamet sowie Port El-Kantaoui.
Er liegt zwischen Hammamet und Sousse und zwischen den Flughäfen Tunis und Monastir. Es ist geplant, dass er den Flughafen Monastir entlasten soll, der in unmittelbarer Stadtnähe liegt.
Der Flughafen befindet sich seit 2007 in der Nähe der Stadt Enfidha (Gouvernement Sousse) und ging im Jahre 2010 für den internationalen Flugverkehr in Betrieb. Betreiber ist die türkische TAV Airports Holding.
Der internationale Flughafen soll in der ersten Phase eine Kapazität von 7.000.000 Passagieren pro Jahr und eine Landebahn haben und später stetig bis zu einer Kapazität von 22.000.000 Passagieren und zwei Landebahnen ausgebaut werden. 
Der Flughafen war ursprünglich nach dem früheren tunesischen Präsidenten Zine El Abidine Ben Ali benannt. Am 15. Januar 2011, einen Tag nach der Flucht Zine El Abidine Ben Alis im Zusammenhang mit den Protesten der tunesischen Bevölkerung gegen seine Diktatur, wurden sein Name und seine Porträts vom Flughafengebäude entfernt. Der offizielle Name lautet nun Enfidha-Hammamet International Airport. Im Zusammenhang mit den Rückholaktionen von Touristen während der Revolution in Tunesien 2010/2011 wurde der Flughafen Enfidha kurzfristig zum wichtigsten Abflugort, da ein Abflug vom Flughafen Monastir weithin nicht möglich war.
UPS Airlines bedient Enfidha von Malta und Flughafen Köln/Bonn aus und ist damit wichtigste Frachtfluggesellschaft des Flughafens.